# Heraldo Alavés
El Heraldo Alavés fue un periódico editado en la ciudad española de Vitoria entre 1901 y 1932.

## Historia
Fundado en 1901, surgió como el principal diario tradicionalista de Vitoria. A lo largo de su historia el periódico se mantuvo cercano a la corriente «mellista» del carlismo. En diciembre de 1931 el Heraldo Alavés fue adquirido por el político y empresario José Luis de Oriol. Dejó de editarse a finales de 1932, siendo sucedido por el Pensamiento Alavés.